# Bielorrusia en los Juegos Paralímpicos de Atlanta 1996
Bielorrusia estuvo representada en los Juegos Paralímpicos de Atlanta 1996 por un total de quince deportistas, once hombres y cuatro mujeres.

## Medallistas
El equipo paralímpico bielorruso obtuvo las siguientes medallas:
| Nombre                | Deporte   | Evento                            |
| --------------------- | --------- | --------------------------------- |
| Oro                   |           |                                   |
| Iryna Leantsiuk       | Atletismo | Salto de longitud F42-46 femenino |
| Tamara Sivakova       | Atletismo | Peso F12 femenino                 |
| Oleg Chepel           | Atletismo | Salto de altura F10-11 masculino  |
| Plata                 |           |                                   |
| Ihar Fartunau         | Atletismo | Salto de longitud F12 masculino   |
| Ihar Fartunau         | Atletismo | Triple salto F12 masculino        |
| N. Denissevitch       | Atletismo | Peso F10 masculino                |
| Bronce                |           |                                   |
| Iryna Leantsiuk       | Atletismo | 200 m T42-46 femenino             |
| Tamara Sivakova       | Atletismo | Disco F12 femenino                |
| Yadviha Skorabahataya | Atletismo | Jabalina F10-11 femenino          |
| Victor Joukovski      | Atletismo | Triple salto F10 masculino        |
| Victor Joukovski      | Atletismo | Pentatlón P10 masculino           |
| Ihar Fartunau         | Atletismo | Pentatlón P12 masculino           |
| N. Denissevitch       | Atletismo | Disco F10 masculino               |